# Ronde van Limburg (Nederland)
De Ronde van Limburg is een eendaagse wielerwedstrijd in Zuid-Limburg. De organisatie is in handen van de "Stichting Wielerweekend Stein".
De wedstrijd is voor het eerst gereden in het jaar 1948, in dat jaar won Evert Grift de koers. Sinds die tijd heeft de Ronde van Limburg met enkele uitzonderingen elk jaar plaatsgevonden, meestal op de eerste zondag in juni. De laatste jaren wordt deze gehouden voor neo-profs.
De  Ronde van Limburg had zijn start in Stein en finish in Genhout. De route voert de renners meestal door het Limburgse heuvellandschap waarbij onderweg enkele bekende heuvels, zoals de Keutenberg, Cauberg, de Eyserbosweg, Gulperberg en Camerig en deels over hetzelfde parcours als de Amstel Gold Race. Het laatste deel van de wedstrijd wordt gereden in de nabijheid van Genhout, waarbij de finishlijn enkele malen wordt gepasseerd. De af te leggen afstand ligt meestal tussen de 170 en 180 kilometer. 2016 t/m 2019 was de finish van de Ronde van Limburg terug te vinden op de Hubertusstraat in Genhout. Vanaf 2022 heeft de Ronde van Limburg een nieuwe route gekregen. De start was dat jaar bij De Haamen in Beek en een finish op de markt in Buchten. In 2024 lag de finish op de Adsteeg in Beek.
De uitslagenlijst van de Ronde van Limburg kent enkele winnaars die later als profwielrenner ook bekendheid kregen, onder andere Rolf Wolfshohl, Jan Janssen, Gerben Karstens, Fedor den Hertog, Henk Lubberding, Leo van Vliet en later ook Sebastian Langeveld, Johnny Hoogerland en Ramon Sinkeldam.
In de Belgische provincie Limburg vindt ook jaarlijks een Ronde van Limburg plaats.

## Lijst van winnaars

### Meervoudige winnaars
| Overwinningen | Renner          | Land      | Jaren       |
| ------------- | --------------- | --------- | ----------- |
| 2             | Mathieu Dohmen  | Nederland | 1973 + 1974 |
| 2             | Louis de Koning | Nederland | 1988 + 1996 |

### Overwinningen per land
| Overwinningen | Land      |
| ------------- | --------- |
| 66            | Nederland |
| 4             | België    |
| 2             | Duitsland |
| 1             | Litouwen  |